# Beau Miles
Beau Miles (født 1979 eller 1980) er en australsk YouTuber, underivser, forfatter og friluftsmand.

## Karriere
Miles' far var maler. Miles startede sine studier i 1999 på Monash University i Melbourne, Australien. Han begyndte at undervise på Monash i friluftsliv og fik senere en ph.d. i Outdoor Education samme sted. I 2016 Miles begyndte han sin YouTube-kanal til sit ph.d.-projekt, "Bass by Kayak" i en 6-delt videoserie. I 2021 sagde Beau sin stilling som professor op for at være far og YouTuber på fuld tid. I 2021 udgav han sin første bog kaldet The Backyard Adventurer.

### Eventyr
Miles er bedst kendt for sin selvpåkalgte eventyr, som han filmer og udgiver på sin YouTube-kanal. Disse udfordringer har inkluderet at gå 90 km til Monash University fra sit hjem i Jindivick, udelukkende at spise bønner i 40 dage, og løbe et marathon i et tempo på omkring 1 mil i 24 timer. Før sin karriere som YouTuber har han rejst 4.000 km i kajak omkring sydspidsen af Afrika og løb 650 km over de Australske Alper.

## Privatliv
Miles er gift med Helen Barclay og sammen har de to døtre.